# マリヤ・ルイザ・ブルガルスカ
マリヤ・ルイザ・ブルガルスカ（ブルガリア語: Мария Луиза Българска）またはマリヤ・ルイザ・サクスコブルクゴツカ（ブルガリア語: Мария Луиза Сакскобургготска, 1933年1月13日 -　）は、ブルガリア王女。元国王・首相シメオン2世（シメオン・サクスコブルクゴツキ）の姉にあたる。

## 経歴
ブルガリア王ボリス3世とその王妃のイタリア王女イオアンナの間に、長女（第1子）として生まれた。両親の結婚の際に子供たちをカトリック信徒として育てる約束が交わされていたが、マリヤ・ルイザは正教徒として洗礼を受けたため、カトリック教会から抗議を受けた。1946年に弟のシメオン2世が王位を追われると、母や弟と一緒にエジプトに亡命し、その後スペインに移住した。
1957年2月14日にアモールバッハにおいて、ライニンゲン侯家家長カールの次男カールと民事婚を挙げた。同年2月20日にカンヌにおいて正教会の儀礼による宗教婚を挙げている。カール自身はプロテスタント信徒だったが、母親のマリヤ・キリロヴナを通じてホルシュタイン＝ゴットルプ＝ロマノフ家の縁者だった。夫妻は最初マドリードで暮らしたが、その後はカナダのトロントに移住した。2人の息子を儲けたものの夫婦仲は悪く、1968年にはカールと離婚した。
翌1969年11月16日、トロントにおいて、ポーランド生まれのブロニスワフ・フロボク（Bronisław Chrobok, 1933年 - ）と結婚した。現在、ブロニスワフとともにアメリカ合衆国ニュージャージー州に在住している。また、ブラゴエヴグラトにあるブルガリア・アメリカン大学の大学理事に名を連ねている。
弟シメオンは2010年に相続人の絶えたコハーリ公爵家の家督を相続したが、2012年にコハーリ公爵位を姉のマリヤ・ルイザに譲った。公爵位はマリヤ・ルイザが再婚で儲けた子孫に渡ると定められている。

## 子女
最初の夫カールとの間に2男を儲けた。
- カール・ボリス・フランク・マルクヴァルト（1960年 - ）
- ヘルマン・フリードリヒ・ローラント・フェルナンド（英語版）（1963年 - ）

2番目の夫ブロニスワフの間に1男1女を儲けた。
- アレクサンドラ・ナデジダ（1970年 - ）
- パウル・アラステル・アントニ（1972年 - ）